# Cheeky (film, 2003)
Pour les articles homonymes, voir Cheeky.
Pour plus de détails, voir Fiche technique et Distribution.
Cheeky est un film franco-britannique réalisé par David Thewlis, sorti en 2003.

## Synopsis
Un homme participe à un étrange jeu télévisé pour respecter les dernières volontés de sa femme défunte.

## Fiche technique
- Titre : Cheeky
- Réalisation : David Thewlis
- Scénario : David Thewlis
- Production : Luc Besson
- Société de production : EuropaCorp
- Société de distribution : EuropaCorp Distribution (France)
- Musique : Dario Marianelli
- Pays :  France,  Royaume-Uni
- Genre : comédie dramatique
- Durée : 100 minutes
- Dates de sortie :
  -  Royaume-Uni : 1er novembre 2003
  -  France : 5 octobre 2005

## Distribution
- David Thewlis : Harry Sankey
- Lisa Gorman : Nancy Sankey
- Sean Ward : Sam Sankey
- Rosalind Knight : Pam
- Linda Kerr Scott : Peggy
- Eddie Marsan : Reg
- Ruth Sheen : Tamara
- Ian Hart : Alan